# Juan Alfonso Enríquez de Cabrera
Juan Alfonso Enríquez de Cabrera, in italiano Giovanni Alfonso (Modica, 3 marzo 1597 – Madrid, 6 febbraio 1647), figlio di Luis Enríquez de Cabrera y Mendoza e Vittoria Colonna, fu Almirante di Castiglia, Viceré di Sicilia e di Napoli, Conte di Modica, gentiluomo di camera del re Filippo IV di Spagna, capitano generale dell'esercito spagnolo.

## Biografia
Morto il padre nel 1600, il 13 febbraio del 1601 ereditò, sotto tutela della madre Vittoria, i titoli nobiliari di famiglia, fra cui Almirante di Castiglia, Conte di Melgar e Conte di Modica.
Nel 1617, raggiunta la maggiore età, divenne prima Conte di Modica, quindi, dopo aver battuto, con 15.000 soldati, nel 1638 a Fontarabia (oggi Hondarribia) (Spagna) l'esercito francese, composto da 30.000 soldati, capitanato da Luigi II, Principe di Condé, vittoria riportata in qualità di capitano generale dell'esercito spagnolo, ebbe come ricompensa il titolo di viceré di Sicilia (1641) e viceré del Regno di Napoli (1644, fino al febbraio del 1646). Fu ambasciatore di Sua Maestà Cattolica presso la Corte pontificia (Papa Innocenzo X). Fu costretto altresì ad affrontare una serie di vicissitudini che indebolirono il patrimonio familiare. In seguito si trasferì alla corte di Spagna dove assunse l'incarico di Gentiluomo di Camera del re Filippo IV di Spagna e Capitano Generale dell'esercito spagnolo. Juan Alfonso regalò ai modicani, durante la visita in Contea nel 1643, la bandiera strappata ai francesi nella battaglia di Fontarabia. Dopo il periodo vicereale a Napoli, si ritirò definitivamente nel 1646 a Madrid, dove la morte lo colse, a soli 50 anni, nel febbraio del 1647, fra le braccia del re di Spagna.

## Ascendenza
|                                                                         |                                    |                                                                | Genitori                                                  |  |  | Nonni |  |  | Bisnonni                                                   |  |  | Trisnonni                                                 |  |
|                                                                         |                                    |                                                                |                                                           |  |  |       |  |  | Luis Enríquez y Téllez-Girón, II duca di Medina de Rioseco |  |  | Fernando Enríquez de Velasco, I duca di Medina de Rioseco |  |
|                                                                         |                                    |                                                                |                                                           |  |  |       |  |  | Luis Enríquez y Téllez-Girón, II duca di Medina de Rioseco |  |  | Fernando Enríquez de Velasco, I duca di Medina de Rioseco |  |
|                                                                         |                                    | Maria Téllez-Girón de La Vega                                  |                                                           |  |  |       |  |  | Luis Enríquez y Téllez-Girón, II duca di Medina de Rioseco |  |  |                                                           |  |
| Luis Enríquez de Cabrera, III duca di Medina de Rioseco                 |                                    |                                                                |                                                           |  |  |       |  |  | Luis Enríquez y Téllez-Girón, II duca di Medina de Rioseco |  |  |                                                           |  |
|                                                                         |                                    | Ana de Cabrera y Moncada, V contessa di Módica                 | Juan de Cabrera y Rocaberti, IV conte di Modica           |  |  |       |  |  |                                                            |  |  |                                                           |  |
|                                                                         |                                    | Ana de Cabrera y Moncada, V contessa di Módica                 | Juan de Cabrera y Rocaberti, IV conte di Modica           |  |  |       |  |  |                                                            |  |  |                                                           |  |
|                                                                         |                                    | Ana de Cabrera y Moncada, V contessa di Módica                 | Anna de Montcada y Cardona                                |  |  |       |  |  |                                                            |  |  |                                                           |  |
| Luis Enríquez de Cabrera y Mendoza, IV duca di Medina de Rioseco        |                                    | Ana de Cabrera y Moncada, V contessa di Módica                 |                                                           |  |  |       |  |  |                                                            |  |  |                                                           |  |
|                                                                         |                                    | Diego Hurtado de Mendoza y de Aragón, XI conte di Saldana      | Íñigo López de Mendoza y Pimentel, IV duca dell'Infantado |  |  |       |  |  |                                                            |  |  |                                                           |  |
|                                                                         |                                    | Diego Hurtado de Mendoza y de Aragón, XI conte di Saldana      | Íñigo López de Mendoza y Pimentel, IV duca dell'Infantado |  |  |       |  |  |                                                            |  |  |                                                           |  |
|                                                                         |                                    | Diego Hurtado de Mendoza y de Aragón, XI conte di Saldana      | Isabel de Aragón                                          |  |  |       |  |  |                                                            |  |  |                                                           |  |
| Ana de Mendoza y Mendoza                                                |                                    | Diego Hurtado de Mendoza y de Aragón, XI conte di Saldana      |                                                           |  |  |       |  |  |                                                            |  |  |                                                           |  |
|                                                                         |                                    | Maria Hurtado de Mendoza y Rodriguez, VIII marchesa di Zenette | Rodrigo Hurtado de Mendoza, VII marchese di Zenette       |  |  |       |  |  |                                                            |  |  |                                                           |  |
|                                                                         |                                    | Maria Hurtado de Mendoza y Rodriguez, VIII marchesa di Zenette | Rodrigo Hurtado de Mendoza, VII marchese di Zenette       |  |  |       |  |  |                                                            |  |  |                                                           |  |
|                                                                         |                                    | Maria Hurtado de Mendoza y Rodriguez, VIII marchesa di Zenette | Maria Rodriguez de Fonseca                                |  |  |       |  |  |                                                            |  |  |                                                           |  |
| Juan Alfonso Enríquez de Cabrera y Colonna, V duca di Medina de Rioseco |                                    | Maria Hurtado de Mendoza y Rodriguez, VIII marchesa di Zenette |                                                           |  |  |       |  |  |                                                            |  |  |                                                           |  |
|                                                                         | Ascanio I Colonna, duca di Paliano | Fabrizio I Colonna, duca di Paliano                            |                                                           |  |  |       |  |  |                                                            |  |  |                                                           |  |
|                                                                         | Ascanio I Colonna, duca di Paliano | Fabrizio I Colonna, duca di Paliano                            |                                                           |  |  |       |  |  |                                                            |  |  |                                                           |  |
|                                                                         | Ascanio I Colonna, duca di Paliano | Agnese di Montefeltro                                          |                                                           |  |  |       |  |  |                                                            |  |  |                                                           |  |
| Marcantonio II Colonna, principe di Paliano                             | Ascanio I Colonna, duca di Paliano |                                                                |                                                           |  |  |       |  |  |                                                            |  |  |                                                           |  |
|                                                                         |                                    | Giovanna d'Aragona                                             | Ferdinando d'Aragona, duca di Montalto                    |  |  |       |  |  |                                                            |  |  |                                                           |  |
|                                                                         |                                    | Giovanna d'Aragona                                             | Ferdinando d'Aragona, duca di Montalto                    |  |  |       |  |  |                                                            |  |  |                                                           |  |
|                                                                         |                                    | Giovanna d'Aragona                                             | Catalina Castellana de Cardona i de Requesens             |  |  |       |  |  |                                                            |  |  |                                                           |  |
| Vittoria Colonna                                                        |                                    | Giovanna d'Aragona                                             |                                                           |  |  |       |  |  |                                                            |  |  |                                                           |  |
|                                                                         |                                    | Girolamo Orsini, signore di Bracciano                          | Gian Giordano Orsini, IX conte di Tagliacozzo             |  |  |       |  |  |                                                            |  |  |                                                           |  |
|                                                                         |                                    | Girolamo Orsini, signore di Bracciano                          | Gian Giordano Orsini, IX conte di Tagliacozzo             |  |  |       |  |  |                                                            |  |  |                                                           |  |
|                                                                         |                                    | Girolamo Orsini, signore di Bracciano                          | Felice Della Rovere                                       |  |  |       |  |  |                                                            |  |  |                                                           |  |
| Felicia Orsini                                                          |                                    | Girolamo Orsini, signore di Bracciano                          |                                                           |  |  |       |  |  |                                                            |  |  |                                                           |  |
|                                                                         |                                    | Francesca Sforza                                               | Bosio II Sforza, XI conte di Santa Fiora                  |  |  |       |  |  |                                                            |  |  |                                                           |  |
|                                                                         |                                    | Francesca Sforza                                               | Bosio II Sforza, XI conte di Santa Fiora                  |  |  |       |  |  |                                                            |  |  |                                                           |  |
|                                                                         |                                    | Francesca Sforza                                               | Costanza Farnese                                          |  |  |       |  |  |                                                            |  |  |                                                           |  |
|                                                                         |                                    | Francesca Sforza                                               |                                                           |  |  |       |  |  |                                                            |  |  |                                                           |  |